# Store-Kari
Store-Kari är en klippa utanför Bouvetön (Norge). Den ligger 1,2 km öster om Bouvetöns nordligaste punkt, Kap Valdivia.